# Hovedserien 1961/1962
Hovedserien 1961/1962 var Norges högsta division i fotboll säsongen 1961/1962 och löpte från juli 1961 till oktober 1962, och sista gången som Norges högsta division i fotboll hette Hovedserien. Mellan 8 oktober 1961 och 29 april 1962 spelades inga matcher på grund av vinteruppehåll. Serien kallades även «Maratonserien», och för första gången hade Norges högsta division i fotboll bara en serie. Man hade beslutat att bara spela en toppserie, och det norska förbundet löste detta med att bunta samman de två tidigare serierna till en, och lät hälften av lagen flyttas ner.
Gjøvik/Lyn och Sarpsborg flyttades upp.
|    |               | S  | V  | O  | F  | +  | -   | P  |
| -- | ------------- | -- | -- | -- | -- | -- | --- | -- |
| 1  | Brann         | 30 | 21 | 4  | 5  | 94 | -44 | 46 |
| 2  | Steinkjer     | 30 | 18 | 5  | 7  | 81 | -43 | 41 |
| 3  | Fredrikstad   | 30 | 18 | 5  | 7  | 80 | -45 | 41 |
| 4  | Frigg         | 30 | 15 | 10 | 5  | 59 | -43 | 40 |
| 5  | Lyn           | 30 | 16 | 5  | 9  | 86 | -66 | 37 |
| 6  | Vålerengen    | 30 | 15 | 6  | 9  | 75 | -41 | 36 |
| 7  | Viking        | 30 | 14 | 7  | 9  | 49 | -48 | 35 |
| 8  | Skeid         | 30 | 11 | 11 | 8  | 63 | -40 | 33 |
| 9  | Rosenborg     | 30 | 14 | 3  | 13 | 55 | -60 | 31 |
| 10 | Odd           | 30 | 10 | 7  | 13 | 57 | -68 | 27 |
| 11 | Eik           | 30 | 9  | 8  | 13 | 47 | -59 | 26 |
| 12 | Sandefjord BK | 30 | 11 | 3  | 16 | 35 | -51 | 25 |
| 13 | Lisleby       | 30 | 8  | 3  | 19 | 42 | -74 | 19 |
| 14 | Ørn           | 30 | 7  | 3  | 20 | 45 | -91 | 17 |
| 15 | Greåker       | 30 | 4  | 8  | 18 | 35 | -75 | 16 |
| 16 | Larvik Turn   | 30 | 3  | 4  | 23 | 35 | -90 | 10 |

## Förklaringar
- S = spelade matcher V = vinster = O = oavgjorda F = förluster + - = målskillnad P = poäng.